# تمثيلية القيامة
تمثيلية القيامة أو الهجمة، هي طقوس تمارس في الديانة المسيحية، ليلة عيد القيامة، يتم من خلالها تمثيل كيفية قيام المسيح من قبره في اليوم الثالث بعد موته على الصليب. وتختلف طقوس الهجمة من طائفة مسيحية إلى أخرى.

## أسبوع الآلام
أسبوع الآلام، وهو الأسبوع الذي يأتي في نهايته الاحتفال بعيد القيامة، وهو الأسبوع الأخير من الصوم الكبير.
- السبت قيامة لعازر.
- أحد الشعانين.
- صلاة الختن.
- الخميس العظيم: وفيه صباحاً تقام صلاة تقديس زيت التائبين.
- الجمعة العظيمة: يوم آلام المسيح وموته ودفنه. ويسمى أيضاً: «فصح الصليب»، أي أن مسيرة الفصح تبدأ هنا، ومنها نصل إلى بهجة يوم القيامة عبر هدوء سبت النور.
- السبت العظيم المقدس: أو سبت النور هو يوم موت المسيح على الصليب.
- أحد الفصح المجيد المقدس: وفي يوم أحد الفصح حوالي الحادية عشر مساء، تقام تمثيلية القيامة أو الهجمة.[1]

## خرستوس آنستي، آليسوس آنستي

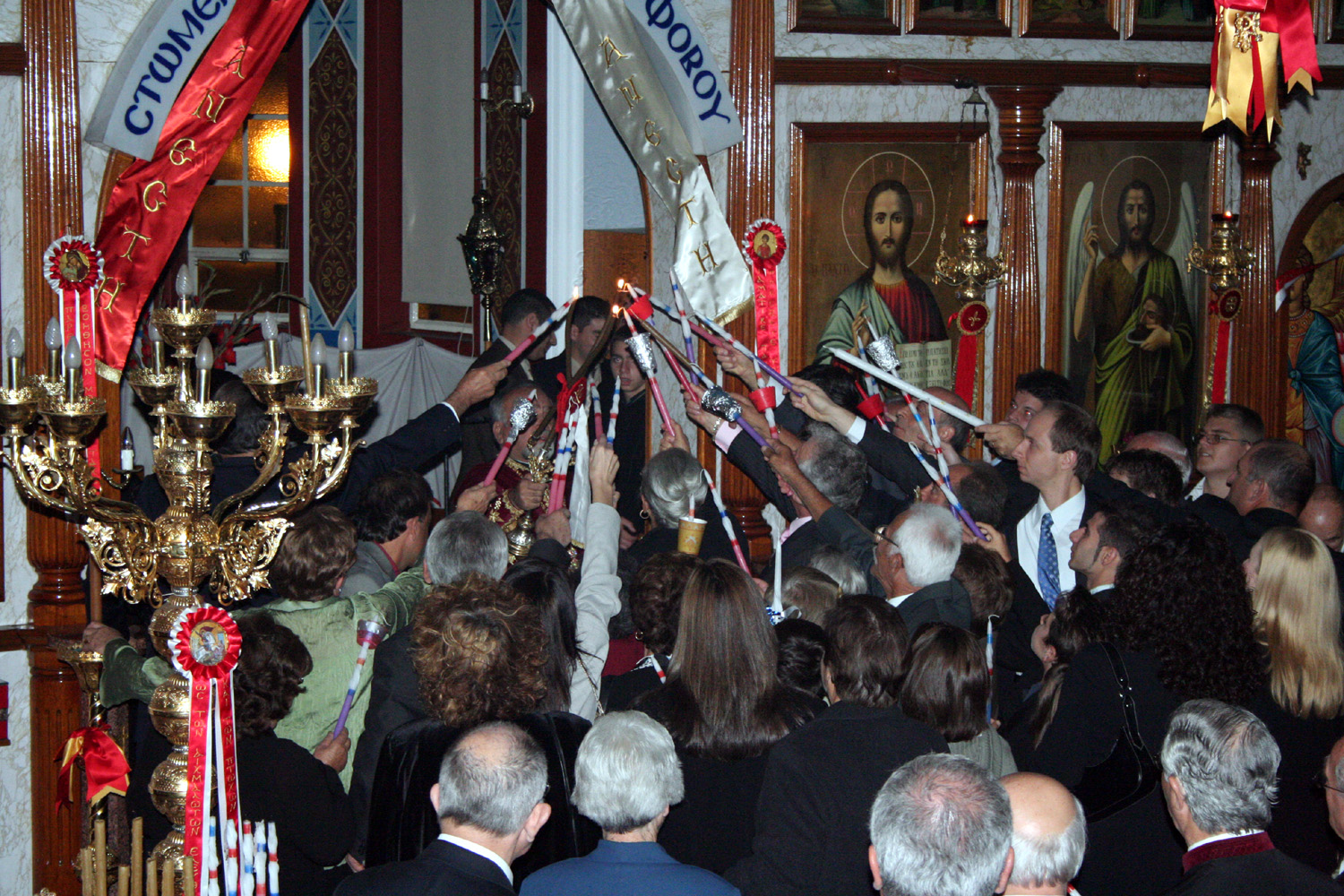
تمثيلية القيامة

الهدف من القيام بتمثيلية القيامة في الديانة المسيحية، هو تذكر ما قام به المسيح من تضحيات وما تحمله من آلام وهي تصور انتصار الحق والخير على الشر والظلم واستعدادات للاحتفال بعيد القيامة.
تبدأ طقوس الهجمة بعد قراءة الابركسيس في قداس عيد القيامة، يرتل الشمامسة (برلكس) «ياكل الصفوف السمائيين... الخ»، تبدأ تمثيلية القيامة التي تحمل معانى روحيه عظيمه كالأتى:- 
1- يدخل الكهنة داخل الهيكل ثم تغلق أبوابه حتى ينتهى الحوار بين من في داخله ومن في خارجه وفيه إشارة إلى غلق باب الفردوس بعد أن أخطأ أدم وحكم عليه بالموت وطرد منه.. أيضا فيه إشارة إلى أن قيامة المخلص تمت والقبر مغلق ومختوم والظـلام باقى حيث أضيئ بنور القيامة... 
2- بعد غلق الأبواب تطفأ الأنوار، إشارة إلى الظلام الذي كان محيماً على البشرية كلها منذ عصيان آدم حتى مجئ السيد المسيح. لتتم النبوة «الشعب الجالس في الظلمة أبصر نوراً عظيماً» 
يبدأ حوار بين شماس يقف خارج الهيكل مع كبير الكهنة بداخل قائلاً: 
1- إخرستوس آنستى xrictoc anecth (أي المسيح قام) ثلاث دفعات، وفي كل دفعه يجاوب كبير الكهنة من الداخل بقوله: أليثوس أنستى alhqoc anecth (أي بالحقيقة قام: 6، لو 24 : 7) «.. ويرد الشماس من الخارج قائلاً (بالعربى)» المسيح قام «ثلاث دفعات فيجاوبه كبير الكهنة في كل دفعه بالحقيقة قام»، وفي ذلك تأكيدأ بالإيمان بالقيامة. 
.. ثم يقول الشماس: افتحوا أيها الملوك أبوابكم وإرتفعى أيتها الأبواب الدهرية «(مز 24 : 7)، مرتين.. ولا يجاوبه كبير الكهنة بشيئ.. وفي المرة الثالثة يقول:» افتحوا أيها الملوك أبوابكم وإرتفعى أيتها الأبواب الدهرية ليدخل ملك المجد «.. (قد سميت بالابواب الدهرية لأنها ليست مادية، كما أنها غير قابلة للفساد ولأن منها يتم الدخول إلى الحياة الأبديه الدائمة).. ثم يسأله كبير الكهنة من الداخل بقوله:» من هو ملك المجد «؟ فيجيبه بقوله: الرب العزيز القوى الجبار القاهر في الحروب هو ملك المجد» (مز 24 : 8 – 10).. ثم يقتحم الباب بقوة فيفتح وتضاء الشموع والأنوار. 
وتفسير هذا الحوار: هو أن رئيس الكهنة رسم للمسيح، والهيكل رسم للسماء، والترنيمة النبوية هي التي أنشدها الملائكة عند صعود السيد المسيح.. فإنهم لما نزلوا لخدمة الرب يسوع صرخوا إلى الرؤساء العلويين ان يستعدوا لاستقباله.. فيدخل ملك المجد بالكرامة اللائقة لأنه هو الرب القدير القوى الجبار القاهر في الحروب ذو الجلال والقدرة رب الجنود ورئيس 
خلاصنا الذي لايقهر... كما تشير الآبواب الدهرية إلى قلوب العالم المستعبدة لإبليس دهوراً طويلة، وانفتاحها بالقيامة هو ترحيب بالقائم المنتصر وتمجيد له لطرحِه الشيطان خارجاً.. كما تشير غلى أبواب السماء التي أغلقتها الخطية وفتحها رب المجد بدمه. 
أما القرع على باب الهيكل مع المناداة بفتحه: فيشير إلى القرع على قلوب البشر هي في الأصل مسكن الله وملكوته الذي إغتصبه إبليس واسترده الرب بالفداء. 
1- يفتح باب الهيكل بعد القيامة: وفيه إشارة إلى أن مخلصنا قد فتح باب الفردوس بصلبه وقيامته، وأن العداوة التي تسببت لآدم وذريته بسبب غواية ابليس قد زالت وتم الصلح بين الله والإنسان وفيه مناداة لنا للاقتراب من الله لكى ننعم بالاقداس السماوية. (عب 9) 
2- ثم تضاء الأنوار بعد إعلان القيامة وفتح الأبواب: الذي فيه إشارة إلى النور الذي انبثق للمؤمنين بقيامة السيد المسيح وإلى القبر الذي لم يعد مظلماً بعد أن أنار المخلص طريق الخلود الذي لم يعد مجهولا، بل في نور القيامة أصبح عقيدة لاشك فيها ولا غموض... 
دور أيقونه القيامة: بعد فتح الآبواب يدور الكهنة والشمامسة في الهيكل ثلاث دفعات، حاملين الأيقونة والصلبان والمجامر والشموع.. ثم يطوفون البيعة ثلاث مرات وبعدها يصعدون إلى الهيكل ويدورون حوله دورة واحدة، فيكون مجموع الدورات سبعاً... ذلك كما طاف يشوع بن نون والكهنة حاملين الآبواق حول أسوار أريحا سبع مرات فسقطت الأسوار ودفعت المدينة ليد نبى إسرائيل.. 